# خورخي غيرا
خورخي غيرا (بالإسبانية: Jorge Guerra)‏ هو دراج تشيلي، ولد في 27 أكتوبر 1913 في فينيا ديل مار في تشيلي، وتوفي بنفس المكان في يوليو 2003.

## وصلات خارجية
- خورخي غيرا على موقع إحصائيات الدراجات الإحترافية (الإنجليزية)
- خورخي غيرا على موقع أوليمبيديا (الإنجليزية)